# Hans Dellner
Hans Gunnar Dellner, född 20 maj 1945 i Trollhättans församling i Älvsborgs län, död 12 mars 2019 i Mellösa distrikt i Södermanlands län, var en svensk militär.

## Biografi
Dellner avlade marinofficersexamen vid Sjökrigsskolan 1968 och utnämndes samma år till fänrik, varefter han befordrades till löjtnant 1970. Han befordrades till kapten 1972 och var kompanichef vid Härnösands kustartillerikår från 1973. Han gick Allmänna kursen vid Militärhögskolan 1975 och Högre kursen där 1976–1978. År 1978 befordrades han till major, varpå han tjänstgjorde vid Studieavdelningen i Marinstaben 1978–1980, vid Studieavdelningen i Försvarsstaben 1980–1981 och vid Planeringsavdelningen i Försvarsstaben 1981–1982. År 1982 befordrades han till överstelöjtnant, varpå han var chef för Flygmaterielsektionen i Materielenheten vid Försvarsdepartementet 1983–1986, chef för  Planeringsavdelningen vid Marinstaben 1986–1988 och bataljonschef vid Bergslagens artilleriregemente 1988–1989. Efter att 1989–1990 varit överstelöjtnant i Generalstabskåren befordrades han 1990 till överste, varefter han var chef för Gotlands artilleriregemente 1990–1991. Åren 1991–1995 tjänstgjorde han vid Försvarsdepartementet: som departementsråd 1991–1992, som ställföreträdande chef för Enheten för totalförsvarets militära del 1992–1994 och som chef för enheten 1994–1995. Han befordrades till överste av första graden 1993. Åren 1996–2000 var han generaldirektör och chef för Flygtekniska försöksanstalten. Dellner är begraven på Mellösa kyrkogård.